# Sigalion opalinus
Sigalion opalinus är en ringmaskart som beskrevs av Andre Intes och Le Loeuff 1975. Sigalion opalinus ingår i släktet Sigalion och familjen Sigalionidae. Inga underarter finns listade i Catalogue of Life.